# Trioléine
L'oléine ou trioléine est un triglycéride naturellement présent dans les huiles et les matières grasses solides végétales. Sa densité est de d = 0,89 et sa formule brute est : C57H104O6
Il s'agit du triester de l'acide oléique avec le glycérol (propan-1,2,3-triol).
L'oléine est utilisée pour la fabrication du savon de Marseille suivant la réaction de saponification :
C57H104O6 + 3 NaOH = 3 C18H33O2Na + C3H8O3